# بلديون (فلم)
بلديون أو إنديجان فيلم فرنسي للمخرج الجزائري رشيد بوشارب.

## قصة الفيلم
في سنة 1943 بينما كانت فرنسا جاثمة تحت الاستعمار، وفي محاولاتها التحرر من هيمنة النازية عليها، مسيرة أربع «بلديين» جنود مجندين من أفريقيا ومنسيين من الجيش الفرنسي.
عبد القادر، سعيد، مسعود وياسين أربعة شبان شجعان تم إرسالهم إلى الخطوط الأمامية في الحرب الضروس من أجل ماذا ؟ المال، حب فرنسا أم حب للجيش الفرنسي، مؤمنون بالمساواة والحرية، حوافزهم متنوعة ومعركة واحدة تحرير فرنسا بالسلاح.
الفيلم مرشح لجائزة أفضل فيلم غير أمريكي في مهرجان الأوسكار.

## الفنانين
يعتبر أشهر فيلم جمع الجزائريين والمغرب فشارك كل من سامي ناصري(ياسر) وجمال دبوز(سعيد عثماري) ورشيد زيم(مسعود) وسامي بوعجيلة (عبد القادر).

## وصلات خارجية
- بلديون على موقع IMDb (الإنجليزية)
- بلديون على موقع ميتاكريتيك (الإنجليزية)
- بلديون على موقع روتن توميتوز (الإنجليزية)
- بلديون على موقع نتفليكس (الإنجليزية)
- بلديون على موقع قاعدة بيانات الأفلام العربية
- بلديون على موقع ألو سيني (الفرنسية)
- بلديون على موقع Turner Classic Movies (الإنجليزية)
- بلديون على موقع أول موفي (الإنجليزية)
- بلديون على موقع فيلمافينيتي (الإسبانية)
- بلديون على موقع قاعدة بيانات الأفلام السويدية (السويدية)
- إنديجان في موقع أي إم دي بي.
- 2.